# Enneüs Heerma

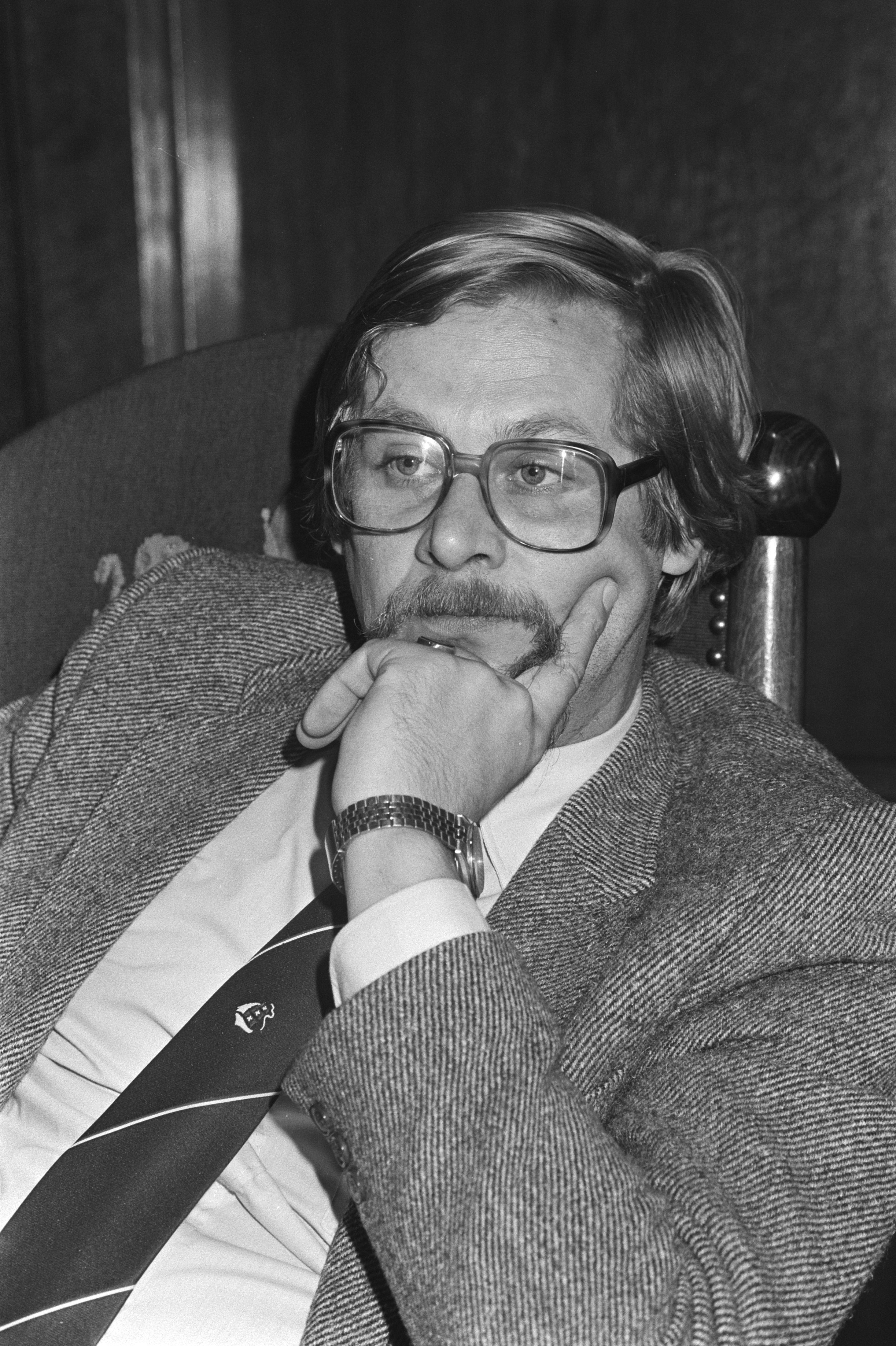
Enneüs Heerma

Enneüs Heerma (* 23. Dezember 1944 in Rijperkerk, Provinz Friesland; † 1. März 1999 in Amsterdam) war ein niederländischer Politiker (CDA). Er war von 1994 bis 1997 politischer Leiter der Partei Christen-Democratisch Appèl und deren Fraktionsvorsitzender in der Zweiten Kammer.

## Leben
Der gereformeerde (streng-calvinistische) Friesländer Heerma studierte an der Vrijen Universiteit Amsterdam und war danach von 1971 bis 1978 bei der Organisations- und Politikberatung Van der Bunt tätig. Er trat 1967 der Anti-Revolutionaire Partij (ARP) bei, die 1980 mit zwei weiteren christlich-konfessionellen Parteien zum Christen-Democratisch Appèl (CDA) fusionierte. Von 1971 bis 1986 war Heerma Mitglied des Gemeinderats von Amsterdam. Zudem war er von 1978 bis 1986 als Beigeordneter (wethouder) in der Stadtverwaltung für Wirtschaft, den Hafen und den Flughafen Schiphol zuständig, ab 1982 war er zusätzlich stellvertretender Bürgermeister. 
Im Juli 1986 wurde Heerma Staatssekretär im Wirtschaftsministerium, im Oktober desselben Jahres wechselte er ins Ministerium für Wohnungswesen, Raumordnung und Umweltschutz, wo er bis August 1994 für den Bereich Wohnungswesen zuständig war. Bei der Parlamentswahl 1989 wurde er in die Zweite Kammer der Generalstaaten gewählt, verzichtete aber auf das Mandat, um weiter als Staatssekretär der Regierung anzugehören. 
Nach der Wahlniederlage des CDA 1994 und dem Regierungswechsel war Heerma erneut Abgeordneter und vom 18. August 1994 bis 17. März 1997 Vorsitzender der CDA-Fraktion in der Zweiten Kammer und damit Oppositionsführer gegen die sozial-liberale („lila“) Regierung von Wim Kok. Zugleich amtierte Heerma als politischer Führer (politiek leider) des CDA. Sein Nachfolger als Partei- und Fraktionschef war Jaap de Hoop Scheffer. Nach seinem Ausscheiden aus dem Parlament und der Parteipolitik wurde Heerma im November 1997 Vorsitzender des Instituut voor Publiek en Politiek (IPP) und im September 1998 zusätzlich stellvertretender Vorsitzender des Nederlands Instituut voor Zorg en Welzijn (NIZW).
Enneüs Heerma war mit Anke Govertine Vonkeman verheiratet und hatte drei Kinder. 1999 starb er an Lungenkrebs. Sein Sohn Pieter Heerma (* 1977) ist ebenfalls CDA-Politiker und saß von 2012 bis 2023 in der Zweiten Kammer der Generalstaaten.

## Auszeichnungen
- 1994: Kommandeur des Ordens von Oranien-Nassau